# Dorcaschema alternatum
Dorcaschema alternatum là một loài bọ cánh cứng trong họ Cerambycidae.